# NIGO
NIGO（ニゴー，本名：長尾智明；1970年12月23日—），是一位日本饒舌歌手及服裝設計師，A Bathing Ape創辦人，Nowhere行政總裁。NIGO於1993年在裏原宿成立A Bathing Ape品牌，後來於2011年賣給香港I.T集團，現為HUMAN MADE創辦人及Kenzo 創意總監。

## 簡歷
NIGO在群馬縣前橋市出生，畢業於文化服装学院。在1991年的4月，與Undercover的創辦人高橋盾合作開設NOWHERE，主要以售賣BAPE爲主，每逢有新PRODUCT發售，必定會吸引一班忠實的FANS搶購， 顧名思義，A Bathing Ape是以猿人作爲LOGO及創作元素，而且亦用了電影《Planet of the Apes》（决战猩球）的一句經典的口號「Ape shall never kill ape」作爲其品牌的標語。BAPE深受明星喜愛，從而帶領搶購熱潮。09年3月NIGO透過日本版時尚雜誌《WWD》宣佈辭任BAPE®母公司NOWHERE社長的消息，及後，他又宣布於同年09年4月1日設立新公司NIGOLD。2008年12月16日，對外發布與女演員牧瀨里穗的結婚消息。於2011年創辦時裝品牌HUMAN MADE。2021年，他被任命为法国奢侈时尚品牌Kenzo的创意总监。

## 特徵
他從來不會笑，而且跟藤原浩有幾分相似，因而常有人誤以為他是藤原浩。
时时刻刻都戴着帽子。

## 外部連結
- NIGO®的X（前Twitter）
- NIGO®的Instagram帳戶
- NIGO的Facebook專頁
- nigoldeneye的微博_微博的新浪微博
- 『NIGO®（页面存档备份，存于）』 公式グーグル+